# توماس شترونتس
توماس شترونتس (بالألمانية: Thomas Strunz)‏ (مواليد 25 أبريل 1968) هو لاعب كرة قدم. يلعب مع منتخب ألمانيا لكرة القدم. سبق له أن لعب في كأس العالم لكرة القدم مع منتخب بلاده.

## مسيرته الكروية
لعب توماس شترونتس خلال مسيرته الاحترافية مع ناديين في اثنا عشر موسمًا وسجل خلالها 33 هدفًا ضمن 235 مباراة. حيث فاز في موسمين بالكأس وفي خمسة مواسم بالدوري.
خاض توماس شترونتس مسيرته مع نادي بايرن ميونخ في موسم 1989–90 في المرة الأولى واستمر معه طيلة ثلاثة مواسم ثم في موسم 1995–96 ليلعب معه ستة مواسم، مشاركًا طوالها في 156 مباراة سجل خلالها 24 هدفًا. ثم انتقل إلى نادي شتوتغارت في موسم 1992–93 واستمر معه طيلة ثلاثة مواسم، حيث شارك في 79 مباراة سجل خلالها 9 أهداف.

## روابط خارجية
- توماس شترونتس على موقع IMDb (الإنجليزية)
- توماس شترونتس على موقع الاتحاد الدولي (مؤرشف)  (الإنجليزية)
- توماس شترونتس على موقع الاتحاد الأوربي (الإنجليزية)
- توماس شترونتس على موقع قاعدة بيانات كرة القدم.إي يو (الإنجليزية)
- توماس شترونتس على موقع بيانات كرة القدم. دي إي (الألمانية)
- توماس شترونتس على موقع ناشيونال فوتبول تيمز (الإنجليزية)
- توماس شترونتس على موقع عالم كرة القدم.نت (الإنجليزية)